# Z 6 Theodor Riedel
Z 6 Theodor Riedel war ein Zerstörer der Klasse 1934 A der deutschen Kriegsmarine. Der Zerstörer überlebte den Zweiten Weltkrieg und kam zur französischen Marine als Kléber. 1953 außer Dienst gestellt wurde die ehemalige Theodor Riedel 1957 abgebrochen.
Benannt wurde der Zerstörer nach Korvettenkapitän Theodor Riedel, dem Chef der 6. Torpedobootshalbflottille, der auf seinem Führerboot V 48 am 31. Mai 1916 in der Skagerrak-Schlacht ums Leben kam.

## Baugeschichte
Die Theodor Riedel war ein Zerstörer des Anfang 1935 bestellten Typs 1934 A und hatte eine Länge von 119 m über alles und von 114 m in der Wasserlinie. Sie war bis zu 11,3 m breit und hatte einen Höchsttiefgang von 4,23 m. Die Standardverdrängung betrug 2171 t und 3110 t bei voller Ausrüstung. Die Wagner-Turbinen erbrachten eine Höchstleistung von 70.000 PS, die dem Boot eine Höchstgeschwindigkeit von 36 kn ermöglichte. Die Dampferzeugung für die Turbinen erfolgte in sechs Hochdruckkesseln vom System Wagner, einer Weiterentwicklung des Benson-Kessels. Die Theodor Riedel konnte bis zu 752 t Treiböl fassen, die ihre eine Reichweite von 4400 Seemeilen bei 19 Knoten (kn) geben sollten. Die Boote der Klasse erwiesen sich jedoch im Dienst als topplastig und 30 % des Treibstoffes mussten ungenutzt bleiben, um als notwendiger Ballast zu dienen. Dies reduzierte die nutzbare Reichweite auf 1825 sm bei 19 kn.

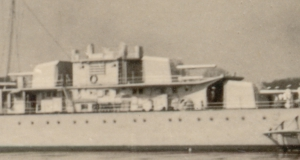
Hintere Geschützanordnung

Bewaffnet war die Theodor Riedel mit fünf 12,7-cm-SK C/34 Geschützen in Einzelaufstellung mit Schutzschilden, von denen je zwei übereinander vorn und hinten angeordnet waren. Das fünfte Geschütz stand auf dem hinteren Deckshaus. Die Flugzeugabwehrbewaffnung bestand aus vier 3,7-cm-SK C/30 in Zwillingslafetten neben dem hinteren Schornstein und sechs 2-cm-Flak C/30 in Einzellafetten. Die Torpedobewaffnung bestand aus acht 53,3-cm-Torpedorohren in zwei Vierlingssätzen. Vier Wasserbombenwerfer standen neben dem hinteren Deckshaus. Dazu gab es sechs Halterungen für Wasserbomben im Heckbereich. Damit konnte die Theodor Riedel Salvenwürfe von bis zu 16 Wasserbomben werfen. Der Vorrat an Wasserbomben konnte bis zu 64 betragen. Dazu hatte das Boot auf dem hinteren Deck Schienen für den Transport von bis zu 60 Minen.
Die Kiellegung des am 9. Januar 1935 mit den insgesamt zwölf Booten der Klasse 1934 A bestellten Bootes erfolgte am 18. Juli 1935 bei der Deschimag im Werk AG Weser in Bremen mit der Baunummer 900 kurz nach dem Schwesterboot Z 5 Paul Jacobi. Die Bremer Werft baute vier der zwölf Boote der Klasse. Taufe und Stapellauf fanden am 22. April 1936 statt und am 2. Juli 1937 wurde die Theodor Riedel als zweites Boot der Klasse in Dienst gestellt.

## Einsatzgeschichte
Die Theodor Riedel wurde der 2. Zerstörerdivision zugeteilt. Am 8. Juni 1938 lief das Boot auf felsigen Untergrund bei Helgoland auf und musste nach Wilhelmshaven eingeschleppt werden. Dieser Unfall erwies sich für das Boot als folgenreich, da sie bis zu einer großen Werftliegezeit in der zweiten Hälfte 1942 häufiger Maschinenprobleme hatte. Erst eine dann erfolgende Erneuerung der Maschinenfundamente brachte Abhilfe.

Schon im August 1938 war die Theodor Riedel auf einer Norwegenreise der 2. Zerstörerdivision wieder im Einsatz, nahm dann an der Parade zu Ehren von Hitler und Horthy anlässlich des Stapellaufs des Schweren Kreuzers Prinz Eugen teil, wurde bei den Herbstmanövern eingesetzt und ging mit dem Panzerschiff Admiral Graf Spee und den Schwesterbooten Paul Jacobi und Hermann Schoemann vom 6. bis zum 23. Oktober 1938 auf eine Atlantikreise. Hier erlitt sie einen Maschinenschaden und musste Lough Swilly zusammen mit der Hermann Schoemann zur Reparatur anlaufen. Sie konnte allerdings dem Verband wieder folgen und lag mit den anderen deutschen Einheiten dann vor Tanger und Ceuta. Von Februar bis August 1939 folgte dann die erste große Werftliegezeit des Bootes, so dass es zum Kriegsbeginn wieder einsatzbereit war.

### Kriegseinsatz
In den ersten drei Wochen des Zweiten Weltkriegs war die Theodor Riedel mit den Schwesterbooten der 2. Zerstörerflottille und den anderen Zerstörern und Torpedobooten an der Ausbringung der sogenannten Westwall-Minensperren in der Nordsee beteiligt.
Am 22./23. Februar 1940 kam sie im Verband des F.d.Z. (Kommodore Bonte) mit fünf anderen Zerstörern beim Unternehmen Wikinger gegen britische Fischdampfer in der Nordsee zum Einsatz. Irrtümlich griff eine Heinkel He 111 der II./KG 26 die ausmarschierenden Zerstörer an und erzielte auf der Leberecht Maass drei Bombentreffer. Bei Ausweichmanövern gerieten die Leberecht Maaß und die Max Schultz dann in eine britische Minensperre und sanken nach Minentreffern. Nur 60 Mann der Leberecht Maass konnten gerettet werden, den Untergang der Max Schultz überlebte keiner. Insgesamt verloren 578 Besatzungsmitglieder ihr Leben.
Beim „Unternehmen Weserübung“ bildete die Theodor Riedel mit den Schwesterbooten Paul Jacobi, Bruno Heinemann und Friedrich Eckoldt (als Ersatz für die im letzten Moment ausgefallene Hermann Schoemann) sowie dem Schweren Kreuzer Admiral Hipper die Kriegsschiffgruppe 2, die Trondheim besetzte. Schon auf dem Marsch fiel die seit dem Unfall vor Helgoland anfällige Backbordmaschine aus. Wie alle Boote der Gruppe erlitt die Theodor Riedel auf dem Weg nach Trondheim erhebliche Seeschäden. Dazu beschädigte sie sich durch eine Grundberührung. Nachdem sie die eingeschifften Truppen abgesetzt hatte, wurde die Theodor Riedel in der Strömmenbucht auf Grund gesetzt, um als Artilleriebatterie bei einem erwarteten britischen Angriff zu dienen. Tatsächlich kam es nur zum erfolglosen Angriff britischer Fairey-Swordfish-Torpedoflugzeuge, bei denen erstmals einer der von den Briten eingesetzten Torpedos geborgen werden konnte. Am 20. April wurde das Boot dann wieder gehoben und in den Hafen von Trondheim geschleppt. Während der Reparatur vor Ort erhielt die Theodor Riedel als erster deutscher Zerstörer ein Funkmessgerät. Ab dem 6. Juni 1940 war das Boot wieder fahrbereit und wurde zur abschließenden Instandsetzung nach Wilhelmshaven verlegt, von wo es am 9. September nach Frankreich zur 6. Zerstörerflottille verlegte.
Am 28./29. September bildete die Theodor Riedel mit der Friedrich Eckoldt die Deckungsgruppe für ein vom F.d.Z. (Kapitän zur See Bey) mit fünf weiteren Zerstörern gegen die Falmouth Bay durchgeführtes Minenunternehmen.
Nach leichten Schäden durch Luftangriffe und weiterhin häufigen Maschinenprobleme verlegte die Theodor Riedel schon am 5. November aus Brest wieder in die Heimat, um bei den Deutschen Werken in Kiel repariert zu werden. Wegen weiterer Unfälle während des Einfahrens konnte der Zerstörer erst am 9. August 1941 Kiel Richtung Nordnorwegen verlassen.
Drei Tage später lief das Schiff im Skateströmmen auf Grund und musste nach Bergen eingeschleppt werden, wo es bis zum 6. Dezember 1941 repariert werden musste. Das Boot wurde dann zu einer erneuten Werftliegezeit in die Heimat geschickt, die erst am 10. Mai 1942 abgeschlossen werden konnte. Die Flakbewaffnung war inzwischen verstärkt: das Boot führte statt der sechs alten 2-cm-Geschütze jetzt ein Vierlingsgeschütz und sieben Einzelgeschütze vom neueren Typ 38.
Am 11. Juni 1942 begann die Theodor Riedel erneut eine Verlegung nach Nordnorwegen. Sie wurde der Kampfgruppe I um die Tirpitz in Trondheim zugeteilt und sollte mit dieser zum Altafjord verlegen. Am 3. Juli 1942 lief sie mit dem Schweren Kreuzer Lützow sowie den Zerstörern Karl Galster und Hans Lody im Grimsöystraumen auf Grund, so dass sie alle für den Einsatz gegen den Nordmeergeleitzug PQ 17 ausfielen. Die Theodor Riedel und die Hans Lody waren so schwer beschädigt, dass beide Boote nach der Notreparatur im Lofjord bei Trondheim Ende August 1942 nach Kiel zurückgeschleppt wurden, um dort gründlich repariert zu werden.

Zeichnung von Z6 im Bauzustand und Tarnanstrich von 1943

Im Dezember 1942 wurde die Theodor Riedel erneut nach Nordnorwegen verlegt; sie traf am 17. Dezember im Altafjord ein. Sie nahm am 30./31. Dezember 1942 am Unternehmen Regenbogen gegen den alliierten Konvoi JW 51B teil. Auch danach verblieb die Theodor Riedel in Nordnorwegen. Mit dem Minenschiff Brummer und dem Zerstörer Z 31 führte sie Anfang Februar 1943 ein Minenunternehmen gegen Kildin durch und lief danach mit der Paul Jacobi und der Karl Galster Ende März vergeblich zur Aufnahme des Blockadebrechers Regensburg aus, wobei das Boot schwere Seeschäden erlitt. Es musste erneut Trondheim zur Durchführung der notwendigen Reparaturen anlaufen und kehrte erst am 19. Juni 1943 in den Kåfjord zurück.
Das Boot nahm vom 6. bis zum 9. September 1943 am Unternehmen Sizilien der deutschen Kampfgruppe mit den Schlachtschiffen Tirpitz und Scharnhorst und neun Zerstörern gegen die alliierten Einrichtungen auf Spitzbergen teil. Im November 1943 wurde die Theodor Riedel dann nach Südnorwegen verlegt. Dort verlegte sie mit drei Minenschiffen und den Zerstörern Z 31 und Hans Lody Anfang Dezember neue Minensperren im Skagerrak.
Noch im Dezember 1943 begann eine weitere Werftliegezeit. Während dieser wurde die leichte Flak-Bewaffnung nochmals verändert. Ab dem Sommer 1944 führte die Theodor Riedel einen 2-cm-Vierling, zwei neue 2-cm-Zwillingsgeschütze und sechs 2-cm-Einzelgeschütze. Nach der Werftliegezeit wurde sie ab Sommer 1944 in der Ostsee und zwischen Deutschland, Dänemark und Norwegen eingesetzt. Am 18. November rammte sie die Außenmole in Frederikshavn. Der Schaden sollte in Oslo beseitigt werden, wo sie allerdings bis Ende Dezember auf das Freiwerden des Docks warten musste.
Am 7. Januar 1945 war die Theodor Riedel wieder einsatzbereit und wurde weiter für Sicherungsaufgaben zwischen Dänemark und Norwegen herangezogen.
Am 5. Mai wurde der aus dem Skagerrak kommende Zerstörer noch nach Hela eingesetzt, um noch möglichst viele Soldaten und Flüchtlinge nach Westen zu transportieren. Eine geplante zweite Fahrt von Kopenhagen konnte die Theodor Riedel nicht mehr durchführen. Sie ging am 9. Mai nach Kiel, wo die Besatzung am 10. Mai in Gefangenschaft ging.

### Kommandanten
| Name                                        | Zeitraum                               |
| ------------------------------------------- | -------------------------------------- |
| Korvettenkapitän Max Fechner                | 6. Juli 1937 bis 30. Oktober 1938      |
| Korvettenkapitän Gerhardt Böhmig            | 31. Oktober 1938 bis 25. November 1940 |
| unbesetzt                                   | November 1940 bis April 1941           |
| Fregattenkapitän Walter Riede               | 9. April 1941 bis 19. September 1943   |
| Korvettenkapitän Lothar Freiherr von Hausen | 20. September 1943 bis 3. Januar 1944  |
| Korvettenkapitän Rudolf Menge               | 4. Januar bis 9. Juni 1944             |
| Korvettenkapitän Hans Blöse                 | 10. Juni 1944 bis 21. Mai 1945         |

### Einsatz nach dem Krieg
Im Juni 1945 verlegte der Zerstörer unter britischem Kommando nach Wilhelmshaven, wo fast alle verbliebenen Zerstörer versammelt wurden. Von deutschem Personal überholt, lief er im Januar 1946 mit der Paul Jacobi nach Rosyth und von dort dann nach Cherbourg, wo diese beiden Zerstörer sowie Z 25 und Z 31 am 2. Februar an Frankreich übergeben wurden.

Am 4. erhielt die Theodor Riedel den Namen Kléber nach dem französischen General Jean-Baptiste Kléber. In den Jahren 1948 bis 1951 wurde der Zerstörer in Cherbourg überholt, erhielt ein amerikanisches Radar und sechs einzelne 40-mm-Bofors-Flakgeschütze. Die drei höherstehenden 12,7-cm-Geschütze wurden ausgebaut. Ab Dezember 1951 gehörte die Kléber zur französischen Mittelmeerflotte. Das ehemals deutsche Boot blieb bis zum 20. Dezember 1953 im Dienst der Französischen Marine. 1957 wurde das Boot gestrichen und zur Verschrottung verkauft.